# Kraftwerk Kihansi
Das Kraftwerk Kihansi (englisch Kihansi Hydro Plant) ist ein Laufwasserkraftwerk in den Udzungwa-Bergen Tansanias im Distrikt Mufindi, Region Iringa. Es nutzt einen Höhenunterschied von mehr als 800 m zwischen den Flüssen Kihansi und Kilombero. Die Stadt Iringa befindet sich ca. 80 km nördlich.
Mit vorbereitenden Arbeiten wie dem Bau einer Zugangsstraße wurde im Juli 1994 begonnen. Die eigentlichen Bauarbeiten starteten im Juli 1995. Sie wurden im Februar 2000 abgeschlossen. Das Kraftwerk ging im Dezember 1999 in Betrieb. Es wurde am 10. Juli 2000 durch den damaligen Präsidenten Benjamin William Mkapa offiziell eröffnet. Das Kraftwerk ist im Besitz der Tanzania Electric Supply Company (Tanesco) und wird auch von Tanesco betrieben.

## Absperrbauwerk
Das Absperrbauwerk besteht aus einer Gewichtsstaumauer aus Beton mit einer Höhe von 25 m und einer Kronenlänge von 200 m. Das Volumen der Staumauer beträgt 58.830 m³. Die Staumauer verfügt in ihrer Mitte über eine Hochwasserentlastung, über die maximal 470 m³/s abgeleitet werden können. Auf der linken Seite der Staumauer befindet sich der Einlass, von dem ein Tunnel mit einer Länge von 2.276 m sowie ein senkrechter Schacht mit einer Höhe von 508 m zum Maschinenhaus führt.

## Stausee
Die Staumauer staut den Kihansi, einen Nebenfluss des Kilombero, zu einem kleinen Stausee auf. Bei Vollstau erstreckt er sich über eine Fläche von rund 0,26 km² und fasst 1 Mio. m³.

## Kraftwerk
Das Kraftwerk Kihansi verfügt über eine installierte Leistung von 180 MW. Die durchschnittliche Jahreserzeugung liegt bei 1 Mrd. (bzw. 730 oder 935 Mio.) kWh. Die drei Pelton-Turbinen mit vertikaler Achse leisten jede maximal 60 MW und die zugehörigen Generatoren 71,5 MVA. Sie befinden sich in einer Kaverne (Länge 70,3 m, Breite 12,6 m, Höhe 33,6 m). Das Kraftwerk kann um zwei weitere Pelton-Turbinen mit je 60 MW erweitert werden. Die Fallhöhe beträgt 853,5 m. Der maximale Durchfluss liegt bei 8,3 m³/s je Turbine.
Von der Schaltanlage führt eine 97 km lange 220-kV-Leitung zum Umspannwerk in Iringa sowie eine 178 km lange 220-kV-Leitung zur Schaltanlage des Kraftwerks Kidatu.

## Sonstiges
Die Gesamtkosten des Kraftwerks betrugen 275 Mio. USD. Die Kosten für die Staumauer und zugehörige Arbeiten lagen bei ca. 36 Mio. USD. Das Projekt wurde durch die KfW unterstützt. Die Erzeugungskosten pro kWh im Kraftwerk Kihansi wurden ursprünglich auf 2 bis 4 US-cents geschätzt, während die durchschnittlichen Erzeugungskosten pro kWh in Tansania bei 10 bis 11 US-cents liegen.
Am Fuße des Kihansi Wasserfalls lebt die endemische Krötenart Nectophrynoides asperginis, die von der IUCN inzwischen mit dem Status EW (engl. Extinct in the Wild: in der Natur ausgestorben) gelistet wird. Als Ursache des Verschwindens wird der Bau der Staumauer angesehen, der die Wasserzufuhr zu den Wasserfällen um 90 % verringert hat. Die Krötenart wurde erst 1996 entdeckt, nachdem der Bau der Staumauer bereits begonnen hatte.
Für ökologische Ausgleichsmaßnahmen wurden 15 Mio. USD ausgegeben, weitere 6 bis 8 Mio. USD jährlich gehen Tanesco durch die verminderte Stromerzeugung verloren, weil ein Teil des Wassers für den Wasserfall reserviert wird. Dadurch stiegen die Erzeugungskosten pro kWh im Kraftwerk Kihansi auf ca. 5 US-cents.